# FC King’s Park
Der King’s Park Football Club war ein schottischer Fußballverein aus Stirling.

## Geschichte
Der FC King’s Park gründete sich 1875 und nahm im Pokalwettbewerb 1879/80 erstmals am Scottish FA Cup teil. 1891 gehörte der Klub zu den Gründungsmitgliedern der Scottish Football Alliance, verließ aber die Meisterschaft nach nur einer Spielzeit wieder. Später schloss sich der Verein der Central Football League an, ehe die Liga 1921 mit der Scottish Football League verschmolz und der FC King’s Park wie etliche Mannschaften in die nach dem Ersten Weltkrieg erstmals wieder ausgetragene Scottish Football League Division Two aufgenommen wurde. Bis zur Einstellung des Spielbetriebs aufgrund des Zweiten Weltkriegs am Ende der Spielzeit 1938/39 trat die Mannschaft in der Folge 18 Jahre in der zweithöchsten Spielklasse an, in der Spielzeit 1927/28 beendete der Klub die Meisterschaft mit einem Punkt Rückstand auf Erstliga-Aufsteiger Third Lanark.
1940 wurde das Heimstadion Forthbank Park von der Luftwaffe zerstört. In der Folge trat die Mannschaft noch unregelmäßig zu einzelnen Spielen an, ein regulärer Spielbetrieb des verschuldeten Klubs fand auch nach dem Krieg nicht mehr statt. 1945 gründete sich Stirling Albion als lokaler Fußballklub, der in die Scottish Football League Division Three aufgenommen wurde. 1953 löste sich der FC King’s Park offiziell auf, nachdem das War Office die Zerstörung des Stadions als Kriegsschaden anerkannt und damit die Ansprüche der Schuldner an den Klub beglichen werden konnten.